# Eurobowl XXV
Der Eurobowl XXV war das Endspiel der 25. Saison der European Football League. Am 18. Juni 2011 standen sich die Swarco Raiders Tirol aus Österreich und Berlin Adler aus Deutschland vor 8600 Zuschauern im Tivoli-Stadion in Innsbruck gegenüber. Die Raiders konnten das Spiel mit 27 zu 12 gewinnen und feierten damit gleichzeitig eine gelungene Revanche für die Niederlage im Halbfinale der Vorsaison. Zum wertvollsten Spieler (MVP) wurde Runningback Florian Grein gewählt, für den es bereits der dritte MVP-Gewinn in einem Eurobowl-Finale war. 

## Spielverlauf

### 1. Viertel
(10:0)

### 2. Viertel
(7:6)

### 3. Viertel
(7:0)

### 4. Viertel
(3:6)

## Scoreboard
| Eurobowl XXV - Innsbruck (8.600 Zuschauer) | Eurobowl XXV - Innsbruck (8.600 Zuschauer) | Eurobowl XXV - Innsbruck (8.600 Zuschauer) | Eurobowl XXV - Innsbruck (8.600 Zuschauer)   | Eurobowl XXV - Innsbruck (8.600 Zuschauer)   | Eurobowl XXV - Innsbruck (8.600 Zuschauer)   | Eurobowl XXV - Innsbruck (8.600 Zuschauer)   |
| ------------------------------------------ | ------------------------------------------ | ------------------------------------------ | -------------------------------------------- | -------------------------------------------- | -------------------------------------------- | -------------------------------------------- |
| Team                                       | Team                                       | Punkte                                     | Q1                                           | Q2                                           | Q3                                           | Q4                                           |
| Swarco Raiders Tirol                       | Swarco Raiders Tirol                       | 27                                         | 10                                           | 7                                            | 7                                            | 3                                            |
| Berlin Adler                               | Berlin Adler                               | 12                                         | 0                                            | 6                                            | 0                                            | 6                                            |
| Raiders                                    | Adler                                      | Spieler                                    | Spielzug                                     | Spielzug                                     | Spielzug                                     | Spielzug                                     |
| 7                                          | 0                                          | Talib Wise                                 | 5-Yard Lauf (PAT Dennis Wiehberg)            | 5-Yard Lauf (PAT Dennis Wiehberg)            | 5-Yard Lauf (PAT Dennis Wiehberg)            | 5-Yard Lauf (PAT Dennis Wiehberg)            |
| 10                                         | 0                                          | Dennis Wiehberg                            | 36-Yard Field Goal                           | 36-Yard Field Goal                           | 36-Yard Field Goal                           | 36-Yard Field Goal                           |
| 10                                         | 7                                          | Danilo Naranjo Gonzales                    | 13-Yard Pass von Clint Toon (PAT misslungen) | 13-Yard Pass von Clint Toon (PAT misslungen) | 13-Yard Pass von Clint Toon (PAT misslungen) | 13-Yard Pass von Clint Toon (PAT misslungen) |
| 17                                         | 6                                          | Florian Grein                              | 3-Yard Lauf (PAT Dennis Wiehberg)            | 3-Yard Lauf (PAT Dennis Wiehberg)            | 3-Yard Lauf (PAT Dennis Wiehberg)            | 3-Yard Lauf (PAT Dennis Wiehberg)            |
| 24                                         | 6                                          | Andreas Pröller                            | 0-Yard Fumble Recovery (PAT Dennis Wiehberg) | 0-Yard Fumble Recovery (PAT Dennis Wiehberg) | 0-Yard Fumble Recovery (PAT Dennis Wiehberg) | 0-Yard Fumble Recovery (PAT Dennis Wiehberg) |
| 24                                         | 12                                         | Lars Samjeske                              | 14-Yard Pass von Clint Toon (TPC misslungen) | 14-Yard Pass von Clint Toon (TPC misslungen) | 14-Yard Pass von Clint Toon (TPC misslungen) | 14-Yard Pass von Clint Toon (TPC misslungen) |
| 27                                         | 12                                         | Dennis Wiehberg                            | 35-Yard Field Goal                           | 35-Yard Field Goal                           | 35-Yard Field Goal                           | 35-Yard Field Goal                           |